# Sherri Stoner
Sherri Lynn Stoner, född 16 juli 1959 i Santa Monica, Kalifornien, är en amerikansk manusförfattare, producent och skådespelare. Stoner har bland annat skrivit manus till Tiny Toon Adventures och Animaniacs. En av hennes första roller var Rachel Brown Oleson i Lilla huset på prärien. I Överlagt mord spelar hon Susan Armsby.